# R-73
Vimpel R-73 (NATO oznaka AA-11 Archer) je IR-vodena raketa zrak-zrak kratkega dosega Vojnega letalstva Rusije. Razvil jo je sovjetski biro Vimpel NPO v 1970-ih letih, v uporabo je vstopila leta 1982. Svoj čas je bila najbolj sposobna raketa s kratkim dosegom. R-73 je bila zasnovana kot naslednica R-60. Raketo uporablja več kot 25 držav po svetu.
R-73 ima kriogenično hlajeno IR iskalo. Raketa lahko sledi tarčam tudi v kotu 75° od centralne osi rakete. R-73 se lahko izstreli s pomočjo vizirja na čeladi (HMS), kar precej olajša namerjanje. Raketa ima na višini doseg do 30 kilometrov, minimalna razdalja do tarče je 300 metrov. Poleg lovcev jo uporabljajo tudi helikopterji za samoobrambo. R-73 uporablja tudi mehanski usmerjevalnik potiska, kar zelo poveča manevrirnost rakete. 

## Različice
- R-73 - Standardni model s ±45° iskalom
- R-73M - Izboljšani model
- R-74 (izdelije 740) - Izboljšani model s ±60° iskalom
- RVV-MD - Izvozni model
- K-74M (izdelije 750) - Izboljšani model s ±75° iskalom.
- K-74M2 (izdelije 760) - Izboljšani model za lovca Suhoj Su-57, konkurenca raketam AIM-9X in ASRAAM

### Uporaba
- Mikojan-Gurevič MiG-21, MiG-23, MiG-29, MiG-31, MiG-35
- Suhoj Su-24, Su-25, Su-27, Su-30, Su-33, Su-35, Su-34, Su-47, Suhoj Su-57
- Helikopterji Mil Mi-24, Mil Mi-28, Kamov Ka-50, Kamov Ka-52
- Jakovljev Jak-141
- Jakovljev Jak-130
- HAL Tejas
- Čengdu J-10